# Street Voice
Street Voice est un journal de rue des États-Unis rédigé et distribué gratuitement par des sans domicile fixe de Baltimore, dans le Maryland. Il a été créé par Curtis Price, ancien travailleur social de la ville, au début des années 1990. En 2003, environ 80 numéros sont parus.

## Mode de diffusion
La singularité de ce journal de rue est sa visée, ni caritative ni commerciale, se rapprochant en cela du fanzine. Les rédacteurs n'essaient pas de faire des articles plaisants pour vendre plus de journaux (et en tirer rémunération) ou d'espaces publicitaires (Street Voice n'en comporte pas). Il s'agit plutôt d'un journal communautaire, s'adressant aux autres gens vivant dans la rue et aux piétons de Baltimore.

## Rédaction
Les rédacteurs sans-logis parlent des situations, sentiments, aspirations, expériences et interrogations qui leur sont propres. Ainsi les articles peuvent s'apparenter à des autobiographies, à des fiches techniques ou à des pamphlets critiquant la gestion de la ville ou de la région par les autorités.
Liste des thèmes abordés fréquemment par le collectif :
- la misère ;
- la drogue ;
- la prostitution ;
- la politique.

## Diffusion en France
Un recueil en français est paru en octobre 2003 aux éditions Verticales. Il regroupe:
- une cinquantaine de textes ;
- une première de couverture ;
- quelques slogans illustrés par des photographies et des collages du collectif.